# Limnonectes megastomias
Espèce
Limnonectes megastomias est une espèce d'amphibiens de la famille des Dicroglossidae.

## Répartition
Cette espèce est endémique de Thaïlande. Elle se rencontre dans le bassin du Khorat.

## Description
Les mâles mesurent de 40,0 à 123,7 mm et les femelles de 53,5 à 86,3 mm.

## Publication originale
- McLeod, 2008 : A new species of big-headed, fanged dicroglossine frog (genus Limnonectes) from Thailand. Zootaxa, no 1807, p. 26-46.